# Queen Bees (film)
Queen Bees è un film del 2021 diretto da Michael Lembeck. È l'ultimo film interpretato da James Caan. È stato distribuito l'11 giugno 2021 da Gravitas Ventures ed ha ricevuto delle recensioni contrastanti. Nel 2022, Donald Martin ottiene una candidatura all'Humanitas Prize per la sua sceneggiatura.

## Trama
L'anziana vedova Helen Wilson accetta con riluttanza di andare in una casa di riposo mentre casa sua viene ristrutturata. Dopo la diffidenza iniziale, Helen trova nuove amiche e persino l'amore.

## Produzione
Inizialmente intitolato Welcome to Pine Grove!, il film è stato annunciato nel luglio 2018. Nello stesso mese è stata confermata la partecipazione al film di Ellen Burstyn e James Caan, mentre il mese seguente Loretta Devine, Ann-Margret e Jane Curtin si sono unite al cast.

## Distribuzione
Queen Bees è stato distribuito nelle sale statunitensi l'11 giugno 2021.